# Каригайло
Карига́йло (Карига́йла) Ольгердович (после Кревской унии — Казимир Корыге́лло; в православии — Васи́лий, в католичестве — Казими́р; ок. 1369/1370 — 16 сентября 1390, Вильна) — удельный князь Мстиславский, иногда его принимают за его старшего/двоюродного брата Константина. Сын великого князя литовского Ольгерда Гедиминовича (1296—1377) от его второго брака с Ульяной Александровной Тверской (ум. 1393), младший брат и сподвижник великого князя литовского и короля польского Ягайлы Ольгердовича (Владислава II Ягелло) и старший брат великого князя литовского Свидригайлы Ольгердовича.

## Биография
Каригайло получил в удельное владение от своего старшего брата, великого князя литовского Ягайло, город Мстиславль. Сначала Каригайло был крещён по православному обряду и получил имя Василий, затем в феврале 1386 в Кракове принял католицизм и имя Казимир.
Весной 1386 года великий князь смоленский Святослав Иванович (1359—1386) начал войну против Великого княжества Литовского. Смоленская рать осадила Витебск и Оршу, но не смогла их захватить. Святослав Иванович Смоленский опустошил многие приграничные литовские владения и осадил Мстиславль, обороной которого руководил князь Каригайло Ольгердович.
Польский король Ягайло отправил на помощь своему младшему брату Каригайло большое польско-литовское войско под командованием князей Скиргайло, Корибута, Лугвения и Витовта.
В апреле 1386 года в битве на реке Вихре, под Мстиславлем, литовские князья наголову разгромили войско Святослава Ивановича Смоленского, который сам погиб в этом сражении. В плен попали два его сына: Глеб и Юрий вместе со многими боярами.
Скиргайло с братьями осадил Смоленск и вынудил смолян принять к себе на княжение Юрия Святославича, который признал свою вассальную зависимость от Великого княжества Литовского.
Во время гражданской войны в Литве между Витовтом Кейстутовичем и Скиргайло Ольгердовичем (1389—1392) князь Каригайло мстиславский поддерживал и воевал на стороне последнего против Витовта и его союзников-крестоносцев. В сентябре 1390 года во время нападения крестоносцев Корыгелло оборонял от них Кривой замок в Вильне, погибший в пламени, причём пал и сам Корыгелло. По другому рассказу, он был взят в плен и, по приказанию великого магистра, казнён. Его голову носили на копье, чтобы устрашить защитников города.
В 1396 году Витовт на поминание души Каригайлы и его брата Вигонда отписал виленскому кафедральному костелу святых Станислава и Владислава 3 деревни и десятину с четвёртой.